# Echiochilon cyananthum
Echiochilon cyananthum är en strävbladig växtart som beskrevs av E. Lönn. Echiochilon cyananthum ingår i släktet Echiochilon och familjen strävbladiga växter. Inga underarter finns listade i Catalogue of Life.